# Alain Resnais
Alain Resnais (Gwened, 3 de juny de 1922 - París, 1 de març de 2014) fou un cineasta francès. Fou un dels fundadors de la nouvelle vague francesa, innovà en la tècnica del flashback per a explorar la memòria i el temps, punts de vista i narratives ambigus. El 2009 (i pòstumament el 2014) va ser homenajat per a la seva carrera i obra completa a Canes.
Deu anys més gran que François Truffaut, ja s'havia guanyat un nom a finals dels anys quaranta amb llargmetratges documentals atípics, com Nit i boira (1955). Alguns els realitzà en col·laboració amb Chris Marker, un altre representant de la nouvelle vague, l'experimentació formal del qual va tenir una gran influència en Resnais.
La pel·lícula clau de la seva carrera fou Hiroshima mon amour (1959). La seva profunda reflexió sobre el temps, la memòria, la cultura i la història són força diferents dels elements culturals i autobiogràfics de les primeres obres de Jean-Luc Godard i Truffaut, per exemple. Resnais va mantenir el seu interès per aquests temes durant tota la seva carrera, com es pot comprovar en obres menys conegudes com ara Providence (1977), que segueix la interacció entre la memòria i la imaginació en la ment d'un novel·lista moribund.
La inquietud intel·lectual de Resnais també es reflecteix en el seu gran interès per l'escriptura experimental, sobretot el noveau roman que feia furor a París en l'apogeu de la seva carrera. Jean Caroyl, Jorge Semprún i, sobretot, Marguerite Duras, que va escriure Hiroshima mon amour, exerciren una gran influència en ell.
La col·laboració de Resnais amb Alain Robbe-Grillet a L'any passat a Marienbad (1961) va produir un dels films més complexos del cinema experimental. La seva fascinació per les provatures formals i per estructures impenetrables va perdurar fins al final de la seva carrera.
Smoking/No Smoking (1993) és una sèrie de dos films que es poden veure en qualsevol ordre, ja que la història té dotze possibles conclusions, malgrat que tingui un final obvi i universal, i tots es desenvolupen en un cementiri.
El seu darrer treball, Aimer, boire et chanter (2014), va ser guardonat amb al premi Alfred Bauer i amb el Premi de la Crítica Internacional FIPRESCI a la Berlinale.

## Vida privada
Resnais va estar casat amb Florence Malraux (l'única filla de l'últim estadista francès André Malraux). La seva darrera companya actual fou l'actriu francesa Sabine Azéma, amb qui es casà a Scarborough, North Yorkshire.

## Filmografia
(c) curtmetratge
(d) documental
- 1936: L'aventure de Guy (c)
- 1946: La Bague (c)
- 1946: Scéma d'une identification (c)
- 1946: Ouvert pour cause d'inventaire
- 1947: Visite à Oscar Dominguez (c)
- 1947: Visite à Lucien Coutaud (c)
- 1947: Visite à Hans Hartnung (c)
- 1947: Visite à Félix Labisse (c)
- 1947: Visite à César Doméla (c)
- 1947: Visite à Christine Boomeester (c)
- 1947: Portrait d'Henri Goetz (c)
- 1947: Le Lait Nestlé (c)
- 1947: Journée naturelle (c)
- 1947: L'alcool tue
- 1948: Van Gogh (c) (documental)
- 1948: Malfray (c)
- 1948: Les Jardins de Paris (c)
- 1948: Châteaux de France (c)
- 1950: Guernica (c)
- 1950: Gauguin (c)
- 1952: Pictura (c)
- 1953: Les statues meurent aussi (c)
- 1955: Nit i boira (Nuit et brouillard) (c)
- 1956: Toute la mémoire du monde (c)
- 1957: Le Mystère de l'atelier quinze (c)
- 1958: Le Chant du Styrène (c) (documental)
- 1959: Hiroshima mon amour
- 1961: L'Année dernière à Marienbad
- 1963: Muriel (Muriel ou le Temps d'un retour)
- 1966: La guerra s'ha acabat (La Guerre est finie)
- 1967: Loin du Vietnam (c)
- 1968: T'estimo, t'estimo (Je t'aime, je t'aime)
- 1968: Cinétracts (c)
- 1973: L'An 01
- 1974: Stavisky... (Stavisky)
- 1977: Providence
- 1980: El meu oncle d'Amèrica (Mon oncle d'Amérique)
- 1983: La vie est un roman
- 1984: L'Amour à mort
- 1986: Mélo
- 1989: Vull anar a casa (I Want to Go Home)
- 1991: Contre l'oubli (c)
- 1992: Gershwin (c)
- 1993: No Smoking (Smoking/No Smoking)
- 1997: Coneixem la cançó (On connaît la chanson)
- 2003: A la boca no (Pas sur la bouche)
- 2006: Cœurs
- 2009: Les males herbes (Les Herbes folles)
- 2012: Vous n'avez encore rien vu
- 2014: Aimer, boire et chanter

## Honors
Va rebre cinc premis Cèsar, tres d'aquests com a millor pel·lícula i dos com a millor director, dos Ossos de Plata de Berlín, tres Lleons d'Or de la Mostra de Venècia, un BAFTA. El 2009 va rebre el premi especial del jurat, al 62è Festival de Canes per a Les Herbes folles i la seva carrera el 2009.
El 2014 va rebre pòstumament el premi Carrosse d'or per a la seva obra completa.